# Acrothyrea
Acrothyrea is een geslacht van kevers uit de familie bladsprietkevers (Scarabaeidae). Het geslacht werd voor het eerst wetenschappelijk beschreven in 1882 door Kraatz.

## Soorten
- Acrothyrea nudipes Valck Lucassen, 1939
- Acrothyrea rufofemorata (Burmeister, 1842)
- Acrothyrea scintillans De Lisle, 1947